# 积分符号内取微分
积分符号内取微分（英語：Leibniz integral rule，莱布尼茨积分法则）是一个在数学的微积分领域中很有用的运算。它是说，给定如下积分
{\displaystyle F(x,a(x),b(x))=\int _{a(x)}^{b(x)}f(x,t)\,dt},
如果在{\displaystyle \,x_{0}\leq x\leq x_{1}\,}时
{\displaystyle f(x,t)\,} 与 {\displaystyle {\frac {\partial }{\partial x}}\,f(x,t)\,} 对{\displaystyle t\,} 和 {\displaystyle x\,} 在{\displaystyle (t,x)\,} 平面连续,  {\displaystyle a(x)\leq t\leq b(x)\,}, {\displaystyle x_{0}\leq x\leq x_{1}\,}, 且若对于{\displaystyle x_{0}\leq x\leq x_{1}\,}, {\displaystyle a(x)\,} 与 {\displaystyle b(x)\,} 及其导数连续，
那么当 {\displaystyle \,x_{0}\leq x\leq x_{1}\,\,}时，
根据全微分公式和微积分基本定理，
该积分对{\displaystyle x}的导数为
{\displaystyle {\begin{aligned}{\frac {d}{dx}}\,F(x,a(x),b(x))&=\left({\frac {\partial F}{\partial b}}\right){\frac {db}{dx}}+\left({\frac {\partial F}{\partial a}}\right){\frac {da}{dx}}+{\frac {\partial F}{\partial x}}\\&=f(x,b(x))\,b'(x)-f(x,a(x))\,a'(x)+\int _{a(x)}^{b(x)}{\frac {\partial }{\partial x}}\,f(x,t)\;dt\,\end{aligned}}}
注意{\displaystyle -f(x,a(x))\,a'(x)}项的负号来源于对积分下限求导。
如果 {\displaystyle a(x)} 和 {\displaystyle b(x)} 是常数而不是 {\displaystyle x} 的 函数，那么此时的特殊情况可看做交换积分和求导的顺序：
{\displaystyle {\frac {d}{dx}}\left(\int _{a}^{b}f(x,t)\,dt\right)=\int _{a}^{b}{\frac {\partial }{\partial x}}f(x,t)\,dt.}

## 高维情况
{\displaystyle {\frac {d}{dt}}\int _{D(t)}F({\vec {\textbf {x}}},t)\,dV=\int _{D(t)}{\frac {\partial }{\partial t}}\,F({\vec {\textbf {x}}},t)\,dV+\int _{\partial D(t)}\,F({\vec {\textbf {x}}},t)\,{\vec {\textbf {v}}}\cdot {\vec {\textbf {n}}}\,dA,\,}

## 定理的证明
引理1:
{\displaystyle {\frac {\partial }{\partial b}}\left(\int _{a}^{b}f(x)\;\mathrm {d} x\right)=f(b),\qquad {\frac {\partial }{\partial a}}\left(\int _{a}^{b}f(x)\;\mathrm {d} x\right)=-f(a).}
证明:由微积分基本定理的第一部分，加上實際的推導上，偏微分相當於將其他變數視為常數做微分，這樣就有
{\displaystyle {\begin{aligned}{\frac {\partial }{\partial b}}\left(\int _{a}^{b}f(x)\;\mathrm {d} x\right)&=f(b)\\{\frac {\partial }{\partial a}}\left(\int _{a}^{b}f(x)\;\mathrm {d} x\right)&=-{\frac {\partial }{\partial a}}\left(\int _{b}^{a}f(x)\;\mathrm {d} x\right)\\&=-f(a)\\\end{aligned}}}
{\displaystyle \Box }
引理2:
假设 a 和 b 是常数, f(x) 涉及常參數 α 的积分，但会形成不同积分.假设函数 f(x, α) 在紧致集 {(x, α) : α0 ≤ α ≤ α1 and a ≤ x ≤ b} 上连续, f 对 α 的偏导 fα(x, α) 存在且连续, 定义函数{\displaystyle \psi (\alpha )} (这里将a和b看做是与 α 无关的常数，即a和b不随 α 的增大而增大 ):
{\displaystyle \psi (\alpha )=\int _{a}^{b}f(x,\alpha )\;\mathrm {d} x.}
{\displaystyle \psi } 可以對 {\displaystyle \alpha } 在积分符号内取微分,即
{\displaystyle {\frac {\mathrm {d} \psi }{\mathrm {d} \alpha }}=\int _{a}^{b}{\frac {\partial }{\partial \alpha }}\,f(x,\alpha )\,\mathrm {d} x.\,}
证明:由海涅－康托尔定理，函数{\displaystyle f(x,\alpha )}在集合中一致连续. 即对任意 ε > 0 ，存在 Δα 使得对任意 x ∈ [a, b]，均有:
{\displaystyle |f(x,\alpha +\Delta \alpha )-f(x,\alpha )|<\varepsilon .}
另一方面:
{\displaystyle {\begin{aligned}\Delta \psi &=\psi (\alpha +\Delta \alpha )-\psi (\alpha )\\&=\int _{a}^{b}f(x,\alpha +\Delta \alpha )\;\mathrm {d} x-\int _{a}^{b}f(x,\alpha )\;\mathrm {d} x\\&=\int _{a}^{b}\left(f(x,\alpha +\Delta \alpha )-f(x,\alpha )\right)\;\mathrm {d} x\\&\leq \varepsilon (b-a)\end{aligned}}}
因此 {\displaystyle \psi (\alpha )} 是连续函数.
同理， 如果 {\displaystyle {\frac {\partial }{\partial \alpha }}\,f(x,\alpha )} 存在且连续, 则对任意 ε > 0 存在 Δα ，使得:
{\displaystyle \forall x\in [a,b]\quad \left|{\frac {f(x,\alpha +\Delta \alpha )-f(x,\alpha )}{\Delta \alpha }}-{\frac {\partial f}{\partial \alpha }}\right|<\varepsilon .}
因此,
{\displaystyle {\frac {\Delta \psi }{\Delta \alpha }}=\int _{a}^{b}{\frac {f(x,\alpha +\Delta \alpha )-f(x,\alpha )}{\Delta \alpha }}\;\mathrm {d} x=\int _{a}^{b}{\frac {\partial \,f(x,\alpha )}{\partial \alpha }}\,\mathrm {d} x+R}
这里
{\displaystyle |R|<\int _{a}^{b}\varepsilon \;\mathrm {d} x=\varepsilon (b-a).}
令 ε → 0 且 Δα → 0, 从而有,
{\displaystyle \lim _{{\Delta \alpha }\rightarrow 0}{\frac {\Delta \psi }{\Delta \alpha }}={\frac {\mathrm {d} \psi }{\mathrm {d} \alpha }}=\int _{a}^{b}{\frac {\partial }{\partial \alpha }}\,f(x,\alpha )\,\mathrm {d} x.\,}
证毕.
现在给出定理的证明.
证明:
定义函数{\displaystyle \varphi (\alpha )}，有
{\displaystyle \int _{a}^{b}f(x,\alpha )\;\mathrm {d} x=\varphi (\alpha ),}
这里a 与 b 是关于 α 的函数，随α的增加分别增加 Δa 和 Δb,即当 α 增加 Δα时,有
{\displaystyle {\begin{aligned}\Delta \varphi &=\varphi (\alpha +\Delta \alpha )-\varphi (\alpha )\\&=\int _{a+\Delta a}^{b+\Delta b}f(x,\alpha +\Delta \alpha )\;\mathrm {d} x\,-\int _{a}^{b}f(x,\alpha )\;\mathrm {d} x\,\\&=\int _{a+\Delta a}^{a}f(x,\alpha +\Delta \alpha )\;\mathrm {d} x+\int _{a}^{b}f(x,\alpha +\Delta \alpha )\;\mathrm {d} x+\int _{b}^{b+\Delta b}f(x,\alpha +\Delta \alpha )\;\mathrm {d} x-\int _{a}^{b}f(x,\alpha )\;\mathrm {d} x\\&=-\int _{a}^{a+\Delta a}\,f(x,\alpha +\Delta \alpha )\;\mathrm {d} x+\int _{a}^{b}[f(x,\alpha +\Delta \alpha )-f(x,\alpha )]\;\mathrm {d} x+\int _{b}^{b+\Delta b}\,f(x,\alpha +\Delta \alpha )\;\mathrm {d} x.\end{aligned}}}
由积分中值定理得 {\displaystyle \int _{a}^{b}f(x)\;\mathrm {d} x=(b-a)f(\xi ),} 这里 a < ξ < b, 从而上式变为
{\displaystyle \Delta \varphi =-\Delta a\,f(\xi _{1},\alpha +\Delta \alpha )+\int _{a}^{b}[f(x,\alpha +\Delta \alpha )-f(x,\alpha )]\;\mathrm {d} x+\Delta b\,f(\xi _{2},\alpha +\Delta \alpha )}
{\displaystyle =-\Delta a\,f(\xi _{1},\alpha +\Delta \alpha )+\psi (\alpha +\Delta \alpha )-\psi (\alpha )+\Delta b\,f(\xi _{2},\alpha +\Delta \alpha )}.
上式除以 Δα, 令 Δα → 0, 此时 ξ1 → a 且 ξ2 → b,由引理2：
{\displaystyle {\frac {\mathrm {d} \psi }{\mathrm {d} \alpha }}=\int _{a}^{b}{\frac {\partial }{\partial \alpha }}\,f(x,\alpha )\,\mathrm {d} x}
和引理1，得
{\displaystyle {\frac {\mathrm {d} \varphi }{\mathrm {d} \alpha }}=\int _{a}^{b}{\frac {\partial }{\partial \alpha }}\,f(x,\alpha )\,\mathrm {d} x+f(b,\alpha ){\frac {\partial b}{\partial \alpha }}-f(a,\alpha ){\frac {\partial a}{\partial \alpha }}.}
定理得证.

## 由富比尼定理证明
由富比尼定理,
{\displaystyle {\frac {d}{dy}}\left(\int _{c}^{y}\int _{a}^{b}{\frac {\partial f}{\partial z}}(x,z)dxdz\right)={\frac {d}{dy}}\left(\int _{a}^{b}\int _{c}^{y}{\frac {\partial f}{\partial z}}(x,z)dzdx\right)}
由微积分基本定理的第一形式, 左边等于
{\displaystyle \int _{a}^{b}{\frac {\partial f}{\partial y}}(x,y)dx.}
由微积分基本定理的第二形式, 右边等于
{\displaystyle {\frac {d}{dy}}\left(\int _{a}^{b}(f(x,y)-f(x,c))dx\right).}
被积函数的第二部分{\displaystyle f(x,c)}不含 y，所以它对 y 的导数是0，所以右边等于
{\displaystyle {\frac {d}{dy}}\left(\int _{a}^{b}f(x,y)dx\right).}
证毕

## 大众文化
积分符号内取微分曾在已故的物理学家理查德·费曼的最畅销的回忆录《别闹了，费曼先生！》（在“一个不同的工具箱”一章中）中提到过，他提到他是高中时从一本旧书《高等微积分》（1926年）中学到的，书的作者是弗雷德里克·S·伍兹（美国麻省理工学院数学系教授）。这种方法在费恩曼以后接受正规教育时很少被教授。而因为知道这种方法，使得费恩曼在普林斯顿大学读研究生时能够用其解一些困难的积分问题。《别闹了，费曼先生！》中关于在积分符号内取微分方法的原文如下：
|  | 我始终没有学会的是“围道积分（contour integration）”。高中物理老师贝德先生给过我一本书，我会的所有积分方法，都是从这本书里学到的。 事情是这样的：一天下课之后，他叫我留下。“费曼”，他说，“你上课时话太多了，声音又太大。我知道你觉得这些课太沉闷，现在我给你这本书。以后你坐到后面角落去好好读这本书，等你全弄懂了之后，我才准你讲话。” 于是每到上物理课时，不管老师教的是帕斯卡定律或是别的什么，我都一概不理。我坐在教室的角落，念伍兹（woods）著的这本《高等微积分学》。贝德知道我念过一点《实用微积分》，因此他给我这本真正的大部头著作——给大学二三年级学生念的教材。书内有傅立叶级数、贝塞尔函数、行列式、椭圆函数——各种我前所未知的奇妙东西。 那本书还教你如何对积分符号内的参数求微分。后来我发现，一般大学课程并不怎么教这个技巧，但我掌握了它的用法，往后还一再地用到它。因此，靠着自修那本书，我做积分的方法往往与众不同。 结果经常发生的是，我在麻省理工或普林斯顿的朋友被某些积分难住，原因却是他们从学校学来的标准方法不管用。如果那是围道积分或级数展开，他们都懂得怎么把答案找出；现在他们却碰壁了。这时我便使出“积分符号内取微分”的方法——这是因为我有一个与众不同的工具箱。当其他人用光了他们的工具，还没法找到解答时，便把问题交给我了！ |